# Dušica Dulić
Dušica Jurić udano Dulić (Subotica, 24. rujna 1976.), hrvatska novinarka i glumica iz Subotice, Vojvodina, Srbija.
Kći Lazara i Ruže r. Mujić. U Maloj Bosni završila osnovnu školu, srednju u Subotici, a novinarstvo studira u Zagrebu na Fakultetu političkih znanosti.
Aktivna je članica Dramskog odjela HKC Bunjevačko kolo. Glumila je ženske likove na ikavici. Predstave su bile prikazane u zemlji i inozemstvu. Nagrađena je za uloge u kratkim filmovima Zvonimira Sudarevića Zemlja i Čipka na Filmskom festivalu Život sela, koji se održava u Omoljici.
Od 1998. radi kao novinarka u Uredništvu na hrvatskom jeziku Radio Subotice. 2000. i 2001. bila je v.d. glavne urednice. Televizijske priloge radila je na Subotičkoj televiziji za emisiju TV tjednik, prvu televizijsku emisiju na hrvatskom jeziku u Srbiji. Emisija je emitirana 2001. od veljače do lipnja. Od srpnja 2001. do srpnja 2004. radi priloge kao novinarka u emisiji TV divani na TV Novi Sad, u produkciji Udruge građana Klub 21. Uskoro je postala i glavna i odgovorna urednica te emisije.
Od 2003. novinarka je u NIU Hrvatska riječ, čija je zamjenica i pomoćnica glavnog urednika od 2004. do 2007. godine. U produkciji NIU Hrvatske riječi uređuje emisiju TV tjednik na subotičkoj televiziji Yu Eco od 2004. do 2006.
2004. godine RTNS podnijela je tužbu protiv nje i ondašnjeg urednika Hrvatske riječi  Zvonimira Perušića zbog navodnog govora mržnje, samo zato što su na tiskovnoj konferenciji u Subotici rekli da je hrvatska zajednica na RTNS-u diskriminirana jer jedina od manjinskih zajednica u Vojvodini nema svoju redakciju. RTNS poslije je povukao tužbu.